# Кеталі

Ацеталі. Загальна структура.

Кеталі (рос. кетали, англ. ketals) — ацеталі, похідні кетонів, творені заміщенням оксогрупи двома гідрокарбілоксигрупами:
R2C(OR)2(R ≠H).
Кеталі належать до підкласу  ацеталей, прості ефіри загальної формули R-C (R¹) (OR²) (OR³), де R¹, R² і R³-  вуглеводневі радикали: CH3, C2H5 та ін., формально є похідними кетонів, в яких оксогрупа заміщена двома алкіл- або арилоксигрупами. Якщо один з R² або R³ є атомом водню, то дана хімічна сполука називається напівкеталем.
Аналогічні похідні  альдегідів називають  ацеталями.